# U-14
O Unterseeboot 14 foi um submarino alemão que serviu na Kriegsmarine durante a Segunda Guerra Mundial.

## Comandantes
| Comandante                   | Data                                          |
| ---------------------------- | --------------------------------------------- |
| Kptlt. Victor Oehrn          | 18 de Janeiro de 1936 - 4 de Outubro de 1937  |
| Kptlt. Horst Wellner         | 5 de Outubro de 1937 - 11 de Outubro de 1939  |
| Oblt. Herbert Wohlfarth      | 19 de Outubro de 1939 - 1 de Junho de 1940    |
| Kptlt. Gerhard Bigalk        | 2 de Junho de 1940 - Agosto de 1940           |
| Oblt. Hans Heidtmann         | Agosto de 1940 - 29 de Setembro de 1940       |
| Kptlt. Jürgen Könenkamp      | 30 de Setembro de 1940 - 19 de Maio de 1941   |
| Hubertus Purkhold            | 20 de Maio de 1941 - 9 de Fevereiro de 1942   |
| Klaus Petersen               | 10 de Fevereiro de 1942 - 30 de Junho de 1942 |
| Walter Köhntopp              | 1 de Julho de 1942 - 20 de Julho de 1943      |
| Oblt. Karl-Hermann Bortfeldt | 21 de Julho de 1943 - 1 de Julho de 1944      |
| Oblt. Hans-Joachim Dierks    | 2 de Julho de 1944 - 6 de Março de 1945       |

## Carreira

### Subordinação
| 1 de Janeiro de 1936 - 31 de Outubro de 1939   | 3. Unterseebootsflottille  |
| 1 de Novembro de 1939 - 31 de Dezembro de 1939 | U-Ausbildungsflottille     |
| 1 de Janeiro de 1940 - 1 de Abril de 1940      | U-Ausbildungsflottille     |
| 1 de Maio de 1940 - 30 de Junho de 1940        | 1. U-Ausbildungsflottille  |
| 1 de Julho de 1940 - 31 de Dezembro de 1940    | 24. Unterseebootsflottille |
| 1 de Janeiro de 1941 - 1 de Março de 1945      | 22. Unterseebootsflottille |

### Patrulhas
|       | Comandante              | Partida     | Partida       | Chegada     | Chegada       | Dias    | Toneladas |
| ----- | ----------------------- | ----------- | ------------- | ----------- | ------------- | ------- | --------- |
| 1     | Kptlt. Horst Wellner    | 30 Ago 1939 | Memel         | 6 Set 1939  | Swinemünde    | 8 dias  |           |
|       | Kptlt. Horst Wellner    | 7 Set 1939  | Swinemünde    | 8 Set 1939  | Kiel          | 2 dias  |           |
| 2     | Kptlt. Horst Wellner    | 13 Set 1939 | Kiel          | 29 Set 1939 | Kiel          | 17 dias |           |
| 3     | Oblt. Herbert Wohlfarth | 17 Jan 1940 | Kiel          | 18 Jan 1940 | Helgoland     | 2 dias  |           |
|       | Oblt. Herbert Wohlfarth | 20 Jan 1940 | Helgoland     | 26 Jan 1940 | Wilhelmshaven | 7 dias  | 1,752     |
| 4     | Oblt. Herbert Wohlfarth | 11 Fev 1940 | Wilhelmshaven | 20 Fev 1940 | Wilhelmshaven | 10 dias | 5,302     |
| 5     | Oblt. Herbert Wohlfarth | 3 Mar 1940  | Wilhelmshaven | 11 Mar 1940 | Wilhelmshaven | 9 dias  | 5,290     |
| 6     | Oblt. Herbert Wohlfarth | 4 Abr 1940  | Wilhelmshaven | 5 Mai 1940  | Kiel          | 32 dias |           |
| Total | Total                   | Total       | Total         | Total       | Total         | 85 dias | 12 344 t  |

### Navios atacados peloU-14
- 9 navios afundados num total de 12 344 GRT[1]

| Data        | Comandante        | Nome da Embarcação | Toneladas | Nacionalidade |
| ----------- | ----------------- | ------------------ | --------- | ------------- |
| 25 Jan 1940 | Herbert Wohlfarth | Biarritz           | 1 752     | Noruega       |
| 15 Fev 1940 | Herbert Wohlfarth | Sleipner           | 1 066     | Dinamarca     |
| 16 Fev 1940 | Herbert Wohlfarth | Liana              | 1 646     | Suécia        |
| 16 Fev 1940 | Herbert Wohlfarth | Osmed              | 1 526     | Suécia        |
| 16 Fev 1940 | Herbert Wohlfarth | Rhone              | 1 064     | Dinamarca     |
| 7 Mar 1940  | Herbert Wohlfarth | Vecht              | 1 965     | Países Baixos |
| 9 Mar 1940  | Herbert Wohlfarth | Abbotsford         | 1 585     | Reino Unido   |
| 9 Mar 1940  | Herbert Wohlfarth | Akeld              | 643       | Reino Unido   |
| 9 Mar 1940  | Herbert Wohlfarth | Borthwick          | 1 097     | Reino Unido   |
| Total       | Total             | Total              | 12 344 t  |               |